# Paradigmas da cooperação
É uma tentativa de colocar no centro dos debates e reflexões a questão da cooperação, estudando o acumulado históricamente por estudiosos e pensadores, buscando condições para que alunos e pesquisadores construam ideias e pensamentos originais, na busca da superação do quadro global da economia e da vida em sociedade.